# Takeo Takahaši
Takeo Takahaši (* 31. květen 1947) je bývalý japonský fotbalista.

## Klubová kariéra
Hrával za Furukawa Electric, Toshiba.

## Reprezentační kariéra
Takeo Takahaši odehrál za japonský národní tým v letech 1966–1970 celkem 14 reprezentačních utkání.

## Statistiky
| Japonsko | Japonsko | Japonsko |
| Roky     | Záp.     | Góly     |
| -------- | -------- | -------- |
| 1966     | 2        | 1        |
| 1967     | 1        | 0        |
| 1968     | 2        | 0        |
| 1969     | 1        | 0        |
| 1970     | 8        | 3        |
| Celkem   | 14       | 4        |